# Divisione di Jabalpur
La divisione di Jabalpur è una divisione dello stato federato indiano del Madhya Pradesh, di 10 122 312 abitanti. Il suo capoluogo è Jabalpur.
La divisione di Jabalpur comprende i distretti di Balaghat, Chhindwara, Jabalpur, Katni, Mandla, Narsinghpur e Seoni.
Il distretto di Dindori, già facente parte di questa divisione, dal 14 giugno 2008 è passato sotto la giurisdizione della divisione di Shahdol.